# João Almeida
João Almeida (n. 5 august 1998, Caldas da Rainha, Estremadura⁠(d), Portugalia) este un ciclist profesionist portughez, care concurează în prezent pentru echipa UAE Team Emirates.

## Rezultate în Marile Tururi

### Turul Italiei
4 participări
- 2020: locul 4
- 2021: locul 6
- 2022: nu a terminat competiția
- 2023: câștigător al etapei a 16-a, locul 3

### Turul Spaniei
1 participare
- 2022: locul 5